# Turnix pyrrhothorax
O toirão-de-peito-ruivo (Turnix pyrrhothorax) é uma espécie de ave da família Turnicidae.
É endémica da Austrália.